# Storia della cannabis
La storia della cannabis è in stretta relazione con quella dell'essere umano: sin dall'antichità la cannabis è stata utilizzata e coltivata (con riscontri anche nell'Antico Testamento), tanto da diventare, per alcune popolazioni e culture, tratto distintivo, con riti, cerimonie e usanze peculiari. Nel corso dei millenni, la pianta e i suoi derivati, sono state al centro di numerose scoperte e innovazioni. Oltre a questa coltura, che ruota intorno alla trasformazione dei prodotti delle diverse varietà di canapa, nella storia della cannabis ha un importante ruolo il proibizionismo, una serie di misure legislative atte al controllo e alla proibizione della sostanza, per quanto riguarda l’utilizzo industriale, medico e ricreativo. Nel mondo occidentale il proibizionismo è iniziato negli Stati Uniti a partire dagli anni ’30, per estendersi, almeno in potenza, a tutto il mondo con le regolamentazioni delle Nazioni Unite del 1961. Per quanto - nella maggior parte degli stati - rimanga tuttora una sostanza illegale, con la fine del ventesimo secolo e con l’inizio del ventunesimo, la cannabis ha conosciuto una serie di depenalizzazioni e liberalizzazioni che hanno fatto sì che potesse essere utilizzata in ambito medico e industriale, nonché regolamentata, sotto controllo statale, in ambito ricreativo.

## Storia della coltura della cannabis

Raffigurazione animata del vocabolo cinese Ma (o má - 麻), risalente circa al 2700 a.C. e rappresentante la più antica ricorrenza del termine "cannabis".

### Antichità
Il termine cannabis si ritiene abbia origine in Asia Minore: i primi riscontri si hanno nell'Antico Testamento con il termine kanna-bosm (o kaneh bosm), che in aramaico significa “canna fragrante”, da cui derivano molto probabilmente il termine semitico kanabos e lo scita cannabis. Ulteriori ricerche hanno poi confermato questa tesi, con il ritrovamento di una tavoletta assira del re Assurbanipal del VIII secolo a.C. circa. In questa tavoletta – conservata alla Royal Library di Londra – è presente il termine qunubu o qunapu anch’esso simile ai termini semitici e sciti. Proprio grazie allo studio delle popolazioni scite, da parte di Erodoto di Alicarnasso (484 a.C - 430 a.C.), nelle Storie (440 a.C.) si ritrova la prima testimonianza di usi ricreativi della cannabis nel mondo occidentale, con la descrizione di un rito che comprendeva l’utilizzo delle infiorescenze della pianta.

Nel mondo cinese, invece, le testimonianze degli utilizzi della pianta sono antecedenti. In particolare, in un trattato di medicina del 2737 a.C., a cura dell’imperatore Shen Nung, si menzionano numerosi utilizzi della pianta in campo medico. Fiori, semi, olio: ogni parte della pianta era stata studiata e applicata per curare e medicare diversi disturbi. Tutt’oggi il vocabolo cinese "anestesia” è composto di due caratteri che significano “cannabis” e “intossicazione”. 

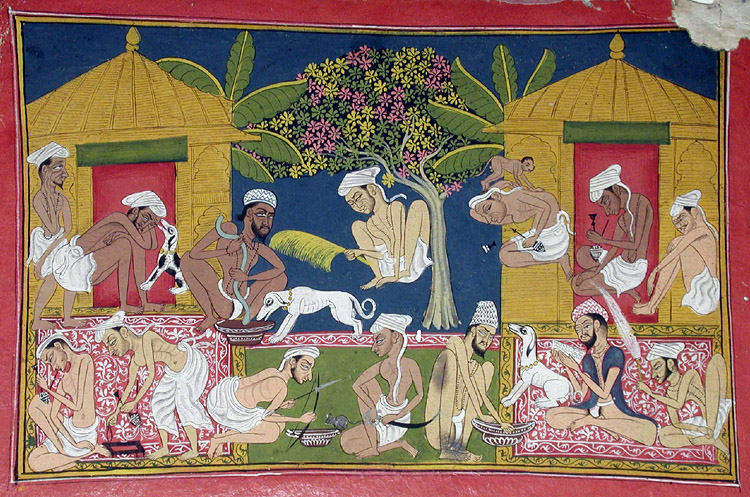
Raffigurazione (del 1790 ca.) di mangiatori di bhang in India.

Anche in India la pianta veniva utilizzata per cerimonie sacre, pratiche meditative e medicina popolare. In sanscrito e nelle lingue indoarie veniva chiamata ganja e, secondo alcuni studiosi, negli inni sacri indiani Atharva, Veda, Rig-Veda e Susruta (1400-1000 a.C.) si ritrova traccia dell’utilizzo del bhang.
Come detto, nel mondo occidentale le fonti datano la comparsa della cannabis nel IV secolo a.C., con Erodoto di Alicarnasso. Per quanto riguarda l’Italia, gli scritti di Plinio il Vecchio (23-79 d.C.) – Naturalis Historia - e di Columella (4-70) – De Rustica – mostrano come la cannabis fosse stata introdotta come coltivazione dalle legioni romane all’incirca nel I secolo. In realtà ulteriori studi hanno dimostrato che alcune piante della famiglia delle cannabaceae erano già presenti nel lago di Albano a partire dall'11.950 a.C. con una probabile coltivazione da parte degli abitanti locali databile tra il 50 e il 190 d.C..

### Medioevo ed età moderna
Nel periodo Tardoantico e Alto medievale perdurano gli utilizzi medicinali della cannabis: riferimenti alla pianta si trovano in un compendio anonimo di fitoterapia del VI secolo (Erbario di Apuleio Platonico) e nelle opere Liber divinorum operum e Scivias, entrambe di Ildegarda (1098-1179), badessa del convento benedettino di Bingen. In questi testi vengono descritti – tra gli altri – gli utilizzi in campo medico per le ustioni da freddo e contro il mal di stomaco.
Ancora in periodo medievale è da sottolineare l’importanza delle fibre di canapa per le repubbliche marinare della penisola italiana. L’utilizzo massiccio dei derivati della pianta è stato essenziale per i trasporti marittimi sin dal periodo fenicio, ed è proseguito fino a divenire fondamentale anche per la scoperta dell’America e per le navigazioni transoceaniche. In ambito navale, le fibre venivano utilizzate per produrre cordame e vele, elementi essenziali per la navigazione, nonché olio, utilizzato per l’illuminazione. Dall’epoca dei Fenici fino alla fine dell’Ottocento si calcola che il novanta percento delle vele fossero fabbricate in fibra di canapa, rendendo così la coltivazione della pianta di cannabis la più diffusa dall’anno Mille (circa) fino a fine Ottocento.
Altre fonti che dimostrano come la coltivazione della canapa fosse presente in Europa comprendono un’ordinanza di Enrico VIII del 1533 che ordinava ai contadini di “coltivare un quarto di acro a cannabis o lino per ogni 60 acri di altre coltivazioni”.

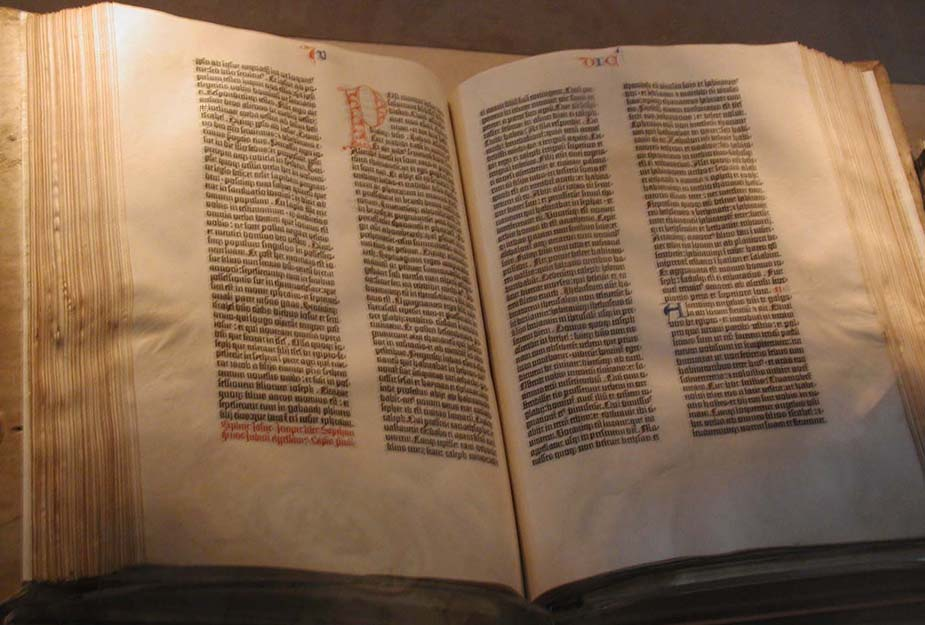
Fotografia della Bibbia di Gutenberg

A cavallo tra l'epoca medievale e moderna si riscontrano anche utilizzi di fibre di canapa al di là dell’industria navale. Ad esempio, la Bibbia di Gutenberg del 1453 fu realizzata in carta di canapa, così come le bozze della Dichiarazione di Indipendenza degli Stati Uniti d’America, nonché i primi esemplari di bandiera americana. Proprio per quanto riguarda il neonato stato nordamericano sono da citare alcuni interventi e scritti di George Washington e Thomas Jefferson, inerenti alla coltivazione e produzione canapicola. George Washington nelle sue aziende agricole coltivava canapa indiana, e ciò si può riscontrare nei suoi scritti dove afferma:
“Sono felice che il giardiniere sia riuscito a salvare tanti semi di canapa indiana […] preparate per bene il terreno e poi piantatela in aprile, la canapa può essere piantata in ogni luogo”
Anche Thomas Jefferson era un produttore di canapa (e secondo Jack Herer aveva addirittura fatto arrivare dei semi illegalmente dalla Cina attraverso Turchia e Francia), e rimarcava anch'egli l’importanza della coltivazione canapicola:
“Anche se la migliore canapa e il migliore tabacco crescono sullo stesso tipo di terreno, la prima è necessaria al commercio e alla navigazione, in altre parole al benessere e alla protezione del Paese, il secondo invece non è utile, anzi è addirittura dannoso […]. È vero che la canapa necessita di più lavoro rispetto al tabacco, ma essa offre materie prime per ogni tipo di industria e può costituire un valido sostentamento per un considerevole numero di persone”
Alcuni stati delle colonie inglesi in Nordamerica avevano reso obbligatoria la coltivazione di cannabis, in Virginia – per esempio – ciò avvenne in due fasi: nel 1619 una legge ordinava a tutti i proprietari terrieri di coltivare una parte dei loro possedimenti con piante di canapa; nel 1763 e fino al 1767 a causa del mancato rispetto delle disposizioni del 1619 venne istituito addirittura un reato per coloro che non rispettavano le suddette normative.

### Rivoluzione industriale e periodo contemporaneo
Con la prima rivoluzione industriale, l’avvento della meccanizzazione agricola, dei concimi chimici e del cotone proveniente dalle colonie, resero la coltivazione della cannabis meno conveniente, con il successivo sviluppo del tessuto di cotone più efficiente. L'attivista Jack Herer ha calcolato che nel 1776 una camicia di cotone costava fino a duecento volte più di una di canapa, mentre circa un secolo dopo era arrivata a costare la metà. In ambito medico, i medicinali sintetici - la cui composizione, agevolata dagli sviluppi della chimica moderna, risultava più stabile - si sostituirono efficacemente ai medicinali naturali, compresi i cannabinoidi. Inoltre, l’introduzione e lo sviluppo degli aghi ipodermici e delle siringhe consentì un sempre maggiore utilizzo di medicinali oppiacei.
Tra la fine dell’Ottocento e l’inizio del Novecento, le macchine sgranatrici brevettate per i raccolti di cotone mal si adattavano alla resistenza delle fibre della pianta di canapa; e le nuove industrie della carta riuscivano a trarre maggior profitto dalla cellulosa degli alberi rispetto a quella di cannabis. Le cose cambiarono nel 1917 con il brevetto del decorticatore di George Schlichten: l’utilizzo di questa macchina mietilegatrice consentì una ripresa della filiera dell’industria canapicola, tanto che il Dipartimento dell’Agricoltura degli Stati Uniti vide la possibilità di riportare “la canapa a essere la maggiore industria agricola nazionale”. Nel febbraio 1937 uscì addirittura un articolo su Mechanical Engineering che considerava la canapa come “Il più proficuo e desiderabile dei raccolti”, sempre lo stesso anno uscì anche il modello di automobile Ford Hemp Car (o Soybean Car) – un prototipo di veicolo costruito con plastica ricavata da soia e canapa -, e nel 1942, un documentario del governo americano intitolato Hemp for victory, nel quale si incoraggiavano i cittadini americani a coltivare cannabis.
Per quanto riguarda gli utilizzi della pianta per scopi ricreativi va ricordato come la molecola di THC – il principio attivo psicotropo – sia stata sintetizzata nel 1964 (dopo essere stata scoperta negli anni Quaranta) ad opera di un ricercatore israeliano, Raphael Mechoulam.

### Esempi di toponomastica italiana
Si trovano ancora oggi in Italia numerosi riferimenti alle colture canapicole, specialmente nella toponomastica. Tra i numerosi esempi che si possono portare vale la pena ricordare la regione del Canavese in Piemonte, nel quale nel 1617 il governo sabaudo aveva costruito la prima fabbrica moderna di corde di canapa. In Campania degna di nota è la via dei Canapi oggi conosciuta come Milano-Agnano, che nel 1820 fu costruita per permettere una miglior circolazione del prodotto dell’agricoltura della zona, coltivata principalmente a cannabis. Un ulteriore riscontro lo si può trovare a Bologna, sotto i portici di via Indipendenza, nel quale è presente un affresco di una donna intenta a lavorare steli di canapa al telaio, la scritta presente recita:
“Panis vita, Canabis Protectio, Vinum laetitia” (Il pane è vita, la cannabis è protezione, il vino è letizia)

## Storia del proibizionismo della cannabis

### Prime restrizioni
Nonostante si tenda a datare l’inizio del proibizionismo della cannabis negli anni Trenta del Novecento (con il Marihuana Tax Act del 1937), si possono riscontrare alcuni provvedimenti restrittivi precedenti a tale data.
In particolare, il primo esempio riscontrato risale al periodo medievale. Probabilmente, il primo a bandire ufficialmente la cannabis fu Soudoun Sheikouni, un emiro arabo, che nel 1378 ordinò la distruzione di tutte le piante all’interno dei territori da lui controllati. Altre normative restrittive in tal senso si riscontrano nell’epoca moderna, con diversi esempi provenienti da Africa e Asia. Nel 1787 fu la volta del regnante del Madagascar, il re del popolo Merina, Andrianampoinimerina, che bandì la cannabis in tutto il regno.
Ma è con Napoleone Bonaparte che le prime norme proibizionistiche sbarcarono in Europa: il generale francese, durante la campagna d’Egitto, nel 1798, vietò ai propri soldati di “bere il forte liquore fatto dai musulmani con un’erba detta hashish e fumare le foglie della cannabis”. Proprio l’Egitto sarà poi il primo Paese a vietare la coltivazione di cannabis nel 1879, seguito da Grecia (1890), Giamaica (1913) e Sudafrica (1928). Come si può notare da questa lista, anche un altro stato europeo si inserisce nella lotta alla cannabis, ed è la Gran Bretagna: Giamaica e Sudafrica erano, all’epoca della messa al bando della pianta e dei suoi derivati, sotto il dominio della corona britannica, e già nel diciannovesimo secolo, la politica inglese si era dovuta occupare della questione, precisamente in India. Tra il 1838 e 1894 (anno della pubblicazione del Report of the Indian Hemp Drug Commission) furono tre i tentativi di criminalizzare i comportamenti strettamente legati alla coltivazione e consumo della pianta, diffusi ampiamente tra la popolazione indiana, in misura maggiore tra gli operai, che venivano impiegati all’interno dell’economia coloniale britannica.

### Periodo del proibizionismo

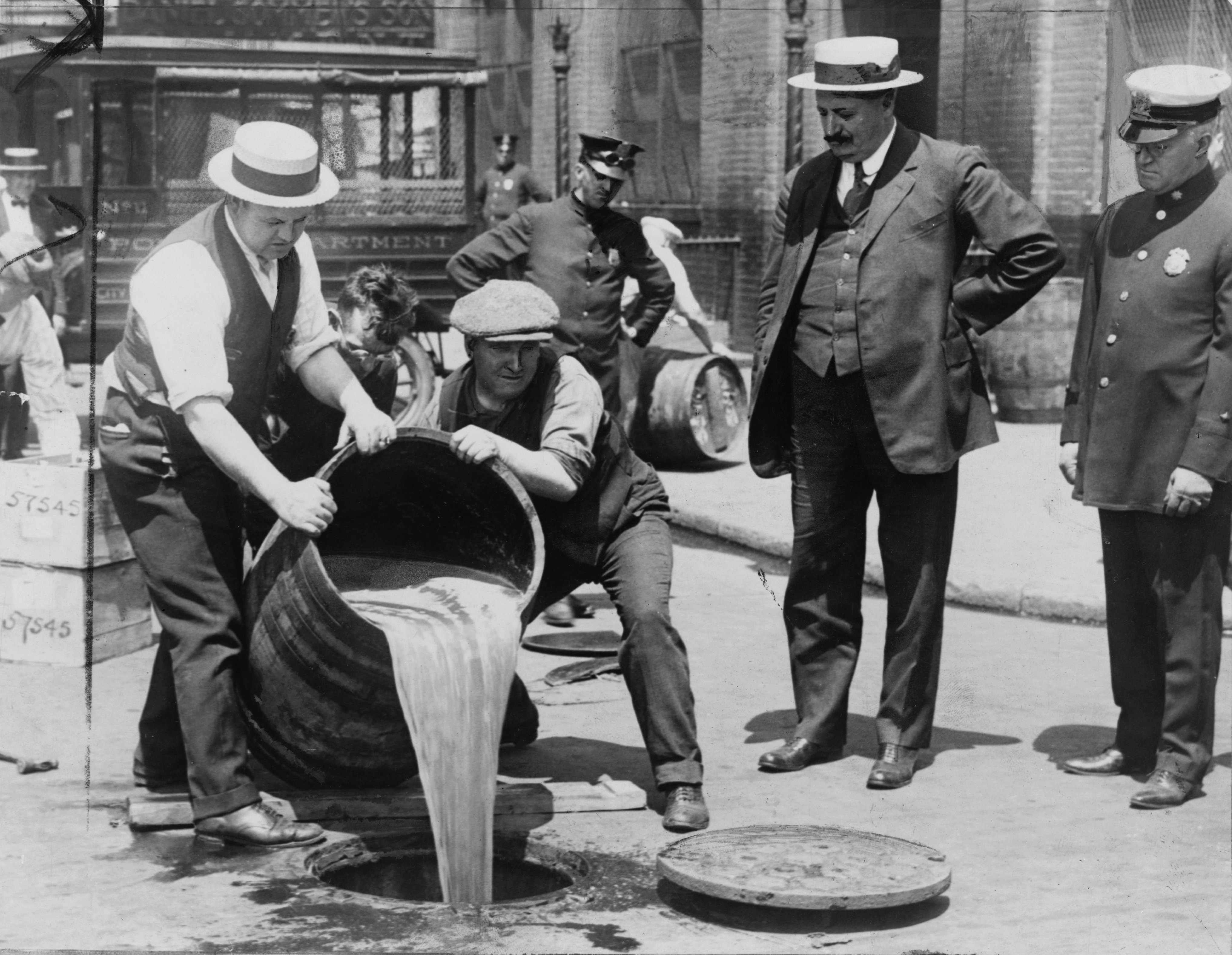
Immagine dello sversamento di alcolici per le strade degli Stati Uniti nel periodo proibizionista

Ma sono gli Stati Uniti a dare una forte e decisa impronta proibizionistica che condizionerà tutto il resto del mondo. Com’è noto, tra il 1920 con il Volstead Act e il 1933, gli USA vissero un periodo nel quale gli alcolici furono messi fuori legge. Il proibizionismo, per l'alcool, fallì, ma senza impedire – pochi anni più tardi – di promuovere una seconda ondata proibizionista, questa volta nei confronti della canapa.
Già tra il 1912 e il 1925, all'International Opium Convention di Den Haag (rettificata poi a Ginevra), era stata bandita l’esportazione di cannabis indiana verso i Paesi che l’avevano vietata come sostanza: in quegli anni iniziavano infatti numerose restrizioni, più o meno regolamentate, sparse per tutto il mondo. In questo clima generale di avversione iniziava la lenta e decisiva demonizzazione della cannabis e dei suoi derivati da parte – inizialmente – della stampa e del giornalismo.

Diversi fattori hanno favorito il clima di sospetto nei confronti della cannabis, in quegli anni ribattezzata marijuana. Proprio nel cambio del nome si riscontra un primo elemento razziale: a partire dagli anni Venti, con la rivoluzione messicana di Emiliano Zapata e Pancho Villa, numerosi immigrati messicani hanno iniziato a varcare le frontiere e stabilirsi negli Stati Uniti. L'abitudine di fumare infiorescenze di cannabis era associata agli immigrati latinoamericani ed era per altro riscontrata anche tra numerosi musicisti jazz (per la maggior parte afroamericani) della Louisiana. Da qui nasce l’operazione principalmente giornalistica di cambiare il nome con cui riferirsi alla sostanza: da hemp a marijuana (o marihuana), un termine molto più facilmente identificabile con le etnie ispaniche e afroamericane.

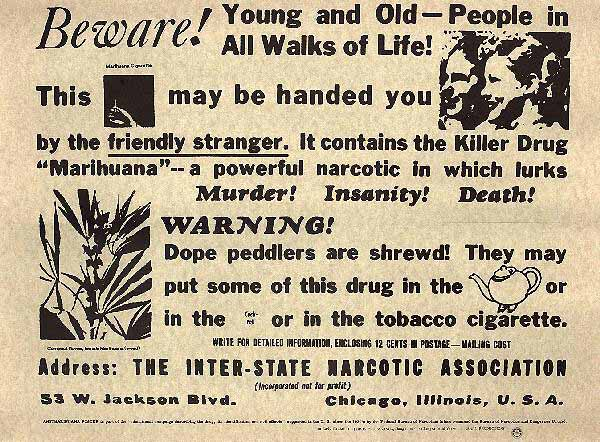
Propaganda contro la Marijuana del 1935

Sull’onda della crisi economica del 1929, gli anni Trenta si rivelarono particolarmente fecondi per le invettive contro il “pericolo marijuana”: i due principali promotori furono William Randolph Hearst e Harry Jacob Anslinger. Il primo era un magnate dell’editoria, possessore di numerose riviste e giornali locali (tra cui il New York Morning Journal, il San Francisco Examiner, Cosmopolitan e Town and Country) che in quegli anni stavano acquisendo notorietà e aumento di vendite grazie all’utilizzo della stampa scandalistica (yellow journalism). Il secondo invece, Anslinger, era stato nominato nel 1930 direttore della Federal Bureau of Narcotics (FBN). Ciò che contraddistinse l’azione di Hearst (nel campo giornalistico) e quella di Anslinger (in ambito politico) fu il sistematico collegamento dei crimini più diversi all’utilizzo di marijuana. L’azione politica di Anslinger si spinse fino alla raccolta di oltre duecento casi di cronaca nera (che chiamò Gore Files) e che presentò al Senato degli Stati Uniti: il tenore dei suoi interventi era per lo più discriminatorio e razzista, nonché volutamente eccessivo nella criminalizzazione della cannabis:
“Circa il 50% dei crimini gravi nel Paese sono commessi da messicani, latinoamericani, filippini, negri e greci, e queste azioni sono inderogabilmente da imputare al consumo di marijuana. Negli USA ci sono nel complesso tra cinquantamila e centomila fumatori di marijuana, per lo più neri, messicani e artisti dello spettacolo. Il jazz e lo swing sono una conseguenza del consumo di marijuana e le donne bianche che la consumano sono indotte a cercare rapporti sessuali con i negri”

### Marihuana Tax Acte inizio del proibizionismo statunitense

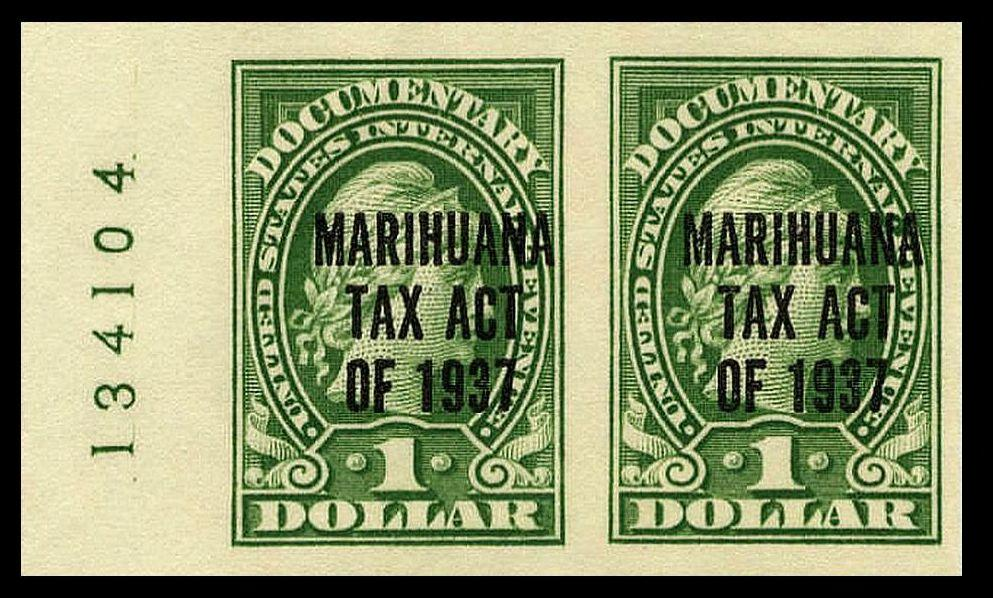
Marca da bollo da 1$ per la marihuana nel 1937

Sempre a metà degli anni Trenta si succedettero una serie di filmati e documenti volti a demonizzare i consumatori di cannabis, come ad esempio i lungometraggi Reefer Madness (conosciuto anche come Tell Your Children) e Assassin of youth.
Questo clima politico e culturale portò, nel 1937, all’emanazione del Marihuana Tax Act. La legge di per sé non impediva la coltivazione di cannabis, ma imponeva una pesante tassa (un dollaro) per ogni oncia (circa 28 grammi) di prodotto. In pratica il primo passo del proibizionismo fu una misura fiscale, che però prevedeva pene fino all’arresto e multe salatissime laddove non fosse stata rispettata.
E, dopo aver posto il primo simbolico mattone nel 1937, il muro del proibizionismo si vide eretto in meno di trent’anni: nel 1942 la cannabis venne eliminata dalla U.S. Pharmacopeia (un'organizzazione no-profit che si occupa di salute pubblica) dalla lista dei medicinali ammessi, nel 1954 la World Health Organization (OMS) la dichiarò priva di valore terapeutico.
Ma è nel 1961 – solo trent’anni dopo la nomina di Anslinger a capo dell'FBN – che il proibizionismo assunse una dimensione effettivamente globale con il Single Convention Drug Act emanato dall’ONU, il quale imponeva agli stati membri di eliminare completamente le piantagioni di cannabis entro il 1986. Questi provvedimenti portarono praticamente all'eliminazione dell’utilizzo di canapa industriale, sebbene l’obiettivo principale fosse la criminalizzazione della sostanza stupefacente. Tra i punti più controversi della convenzione del ‘61 si possono citare gli inserimenti della cannabis nella schedule I e schedule IV: la prima categoria riguardava l’inserimento della cannabis tra le droghe più pericolose, quelle che “danno dipendenza e presentano un grave rischio di abuso”; la seconda categoria, invece, comportava l’inserimento della cannabis nell’elenco delle droghe con “valore terapeutico nullo o estremamente ridotto”.
A nulla valse il Rapporto La Guardia del 1944, tra i primi studi sugli effetti del “fumo di marijuana”, che dimostrò l’inconsistenza delle posizioni di Anslinger e affermò – tra le altre cose – che “il consumo di marijuana non porta a dipendenza nel senso stretto medico”, slegando la sostanza dalle droghe cosiddette pesanti come morfina, cocaina ed eroina.
Nel periodo della War on Drugs negli Stati Uniti aumentarono i controlli e le confische di materiali stupefacenti, portando a un inasprimento delle misure. Nel 1970 venne emanato il Comprehensive Drug Abuse Prevention and Control Act, e, negli anni Ottanta, si intensificò la propaganda sotto la spinta dell’amministrazione Reagan con la Partnership for a Drug Free America, ossia un’organizzazione no-profit che dal 1986 ottenne spazi gratuiti radiotelevisivi e giornalistici.

### Storia della legalità della cannabis in Italia
Anche in Italia l'escalation proibizionistica fu piuttosto rapida, nonostante la presenza sul territorio nazionale di numerose attività legate alla produzione e commercio della canapa. Una delle prime iniziative del neonato stato italiano nel 1870 fu quella di istituire a Milano il Linificio e Canapificio Nazionale, con la costruzione nel 1906 di un moderno stabilimento per la lavorazione della canapa a Lodi. Nel 1918 fu registrato, sempre a Milano, il sindacato dei Filatori e Tessitori di Canapa, nel 1925 fu elogiata da Benito Mussolini come produzione per eccellenza autarchica:
“La canapa è stata posta dal Duce all’ordine del giorno della nazione, perché per eccellenza autarchica è destinata a emanciparci quanto più possibile dal gravoso tributo che abbiamo ancora verso l’estero nel settore delle fibre tessili”
Nei suoi bollettini periodici degli anni Venti e Trenta, infatti, l'Istituto Nazionale Cellulosa e Carta forniva costantemente consigli su come coltivare e lavorare al meglio la canapa per ottenere fibra.
Negli anni Trenta fu fondato anche il Consorzio Nazionale Canapa e nel 1933 i Consorzi Provinciali Obbligatori per la difesa della canapicoltura.
Alla soglia degli anni Quaranta l’Italia si presentava come il secondo produttore di canapa mondiale (dietro solo la Russia) con una superficie coltivata di circa 100.000 ettari.
Ma, come negli Stati Uniti, gli anni Trenta furono anche il periodo nel quale si iniziò a parlare spregiativamente di marijuana. Si iniziò a criminalizzarla: l'hashish veniva definito “nemico della razza” e “droga da negri”, all’interno di una visione che univa proibizionismo e razzismo proprio come negli USA. Nel 1930 venne introdotta, con il Codice penale, nell’elenco delle “sostanze velenose aventi azione stupefacente”; nel 1931 il libro di Giovanni Allevi Gli Stupefacenti. Contrabbando e traffici clandestini, tossicomanie e difesa della razza presentava la tossicomania come pericolo per la razza; nel 1935 Piero Mascherpa con un Trattato di Tossicologia proseguiva le operazioni di criminalizzazione della cannabis asserendo che portasse “allo sfacelo completo dell’organismo”.
Nel 1954 il governo italiano promosse una nuova normativa sulle droghe, sulla scia di quella emanata da presidente Truman oltreoceano, mentre, nel 1975 – sotto il governo Moro – venne promulgata la Legge Cossiga, nella quale ricomparve la distinzione tra consumo e spaccio, e solo il secondo veniva punito col carcere, nonché la definizione di “modica quantità”.
Nel 1990 sotto il governo Craxi venne emanato il D.P.R. 9 ottobre 1990, n° 309, quello che viene ricordata come la Legge Iervolino-Vassalli, la quale fu molto contestata per via delle pene detentive, applicate sia nei confronti di spaccio e uso personale per le droghe leggere tanto quanto per quelle pesanti. Per questo nel 1993 un referendum promosso dai radicali di Marco Pannella ne abrogò le parti più controverse. Un altro referendum, programmato nel 1996, per l’eliminazione della cannabis dalla lista delle sostanze vietate, venne però bocciato dalla Corte costituzionale in quanto in conflitto con i trattati internazionali del 1961.
Nel 2006 fu la volta di un’altra legge controversa: la cosiddetta Fini-Giovanardi. La legge, che eliminava la distinzione tra droghe leggere e pesanti, fu inserita – principalmente – dai parlamentari di maggioranza del governo Berlusconi III, Gianfranco Fini e Carlo Giovanardi, all’interno di un decreto-legge riguardante le olimpiadi invernali di Torino 2006. Venne poi abrogata per incostituzionalità nel 2014, per via dell’impropria utilizzazione della legge di conversione del decreto-legge, non omogenea rispetto al contenuto del decreto stesso.
Al giorno d’oggi in Italia è stata re-introdotta la distinzione tra droghe leggere e pesanti, lo spaccio e il consumo sono ancora però – per entrambi – sanzionati e puniti.

## Depenalizzazioni, legalizzazioni, liberalizzazioni
Legale
     Illegale ma depenalizzata
     Illegale ma spesso non perseguita
     Illegale
     Status sconosciuto

Status legale della cannabis per uso ricreativo nel mondo.
Legale
Illegale ma depenalizzata
Illegale ma spesso non perseguita
Illegale
Status sconosciuto

Se, come abbiamo visto, il Novecento è considerato il Secolo proibizionista, in alcuni Paesi questo paradigma ha iniziato a rompersi ancor prima della sua effettiva fine.
     Legale per uso ricreativo
     Legale per uso terapeutico
     Illegale

Status legale della cannabis per uso terapeutico nel mondo.
Legale per uso ricreativo
Legale per uso terapeutico
Illegale

Il primo caso da considerare è quello dei Paesi Bassi: veri precursori della legalizzazione. Già nel 1972 un rapporto della propria Commissione governativa aveva portato alla luce gli aspetti più negativi della lotta alla cannabis e della sua criminalizzazione. Sulla base di questi risultati nel giro di pochi anni diventa legale acquistare e consumare in alcuni luoghi apposti (i cosiddetti Coffee Shop) piccoli quantitativi di hashish e marijuana da parte dei cittadini olandesi.
Un altro esempio paradigmatico è quello del Portogallo, che però – a differenza dell’Olanda – non liberalizza l’utilizzo di cannabis. Al contrario, in territorio portoghese è ancora illegale consumare droghe, ma la legislazione del 2000 consente di qualificare il reato come “poco più di un’infrazione”, un semplice illecito amministrativo.
Il primo, grande, esempio di vera e propria legalizzazione è avvenuto però con l’Uruguay. Dopo che nel 2011 la commissione ONU “Global Commission on Drug Policy” (sessant’anni dopo il Single Convention Drug Act) aveva indicato come linee guida quelle di “superare il proibizionismo”, il governo uruguayano guidato da José Alberto “Pepe” Mujica ha legalizzato la marijuana a fine 2013.
Dal 2014 è stata poi la volta degli Stati Uniti. Proprio nel Paese che per primo aveva lanciato la lotta alla marijuana nel 1937, alcuni stati hanno iniziato a legalizzare la cannabis per scopi ricreativi. Con due referendum votati nel 2012, dal 2014 per i cittadini degli stati di Colorado e Washington è stato possibile acquistare e consumare legalmente hashish e marijuana.
L’ultimo caso degno di nota in ordine temporale è stato quello del Canada, il primo Paese del G7 a legalizzare la cannabis in tutto il territorio nazionale. Dal 2018, infatti, in Canada non è più reato acquistare e consumare marijuana.
Il 2 dicembre 2020, l'ONU ha parzialmente rivisto la classificazione della cannabis e della sua resina, rimuovendo la sostanza dalla tabella IV, ossia dalle sostanze ritenute senza valore terapeutico, a seguito delle raccomandazioni dell'OMS del 2019